# Non cantare... baciami!
Non cantare... baciami! è un film italiano del 1957 diretto da Giorgio Simonelli.